# Elena Melnikova
Pour les articles homonymes, voir Melnikov.
Elena Vladimirovna Melnikova-Tchepikova (en russe : Елена Владимировна Мельникова-Чепикова), née le 17 juin 1971 à Artiomovski, est une biathlète soviétique puis russe.

## Biographie
Après avoir gagné quatre titres aux Championnats du monde junior en 1988 et 1989, elle connaît une courte carrière internationale au début des années 1990, montant sur un podium individuel en Coupe du monde à Albertville puis gagnant une course par équipes à Ruhpolding durant la saison 1990-1991.
Elle a notamment remporté la médaille de bronze olympique lors des Jeux olympiques d'hiver de 1992 à Albertville en France en relais sur 3 × 7,5 km avec ces deux compatriotes: Elena Belova et Anfisa Reztsova. Lors de ces Jeux, elle concourt sous les couleurs de l'Équipe unifiée.
Elle est la femme de Sergueï Tchepikov, aussi biathlète.

## Palmarès

### Jeux olympiques d'hiver
- Médaillée de bronze olympique en relais lors des Jeux olympiques d'hiver de 1992 à Albertville (France).

### Coupe du monde
- 1 podium individuel : 1 deuxième place.
- 1 victoire en course par équipes.